# Arrondissement di Dreux
L'arrondissement di Dreux è una suddivisione amministrativa francese, situata nel dipartimento dell'Eure-et-Loir e nella regione del Centro-Valle della Loira.

## Composizione
L'arrondissement di Dreux comprende 9 cantoni dal 1943:
- cantone di Anet, che comprende 21 comuni
- cantone di Brezolles, che comprende 18 comuni
- cantone di Châteauneuf-en-Thymerais, che comprende 14 comuni
- cantone di Dreux-Est, che comprende 10 comuni
- cantone di Dreux-Ovest, che comprende 9 comuni
- cantone di Dreux-Sud, che comprende 6 comuni
- cantone di La Ferté-Vidame, che comprende 7 comuni
- cantone di Nogent-le-Roi, che comprende 18 comuni
- cantone di Senonches, che comprende 8 comuni